# Juan José de Noya
Juan José de Noya (1779-1838) fue un presbítero y parlamentario chileno. Fue administrador del estanco en la ciudad de Los Ángeles, y miembro del obispado de Concepción.

## Actividades políticas
- Diputado representante de Los Ángeles (1822-1823). Posteriormente, fue elegido diputado suplente, pero nunca llegó a incorporarse al Congreso.